# Chirnogi (gmina)
Chirnogi – gmina w Rumunii, w okręgu Călărași. Obejmuje tylko jedną miejscowość Chirnogi. W 2011 roku liczyła 7455 mieszkańców. 